# Chapelle des Pénitents blancs de Villeneuve-sur-Lot
Pour les articles homonymes, voir Chapelle des Pénitents blancs.
La chapelle des Pénitents blancs est située à Villeneuve-sur-Lot, dans le département de Lot-et-Garonne. Elle n'est plus affectée au culte.

## Localisation
La chapelle des Pénitents blancs est située à Villeneuve-sur-Lot, rue de l'Écluse.

## Histoire
L’évêque d’Agen autorise le 2 juillet 1657 la fondation d’une confrérie de Pénitents blancs qui s'installent sur la rive gauche du Lot. Il existait déjà depuis 1611 une confrérie de Pénitents bleus dans la paroisse Sainte-Catherine. La confrérie des Pénitents bleus recrutait ses membres parmi les notables.
La chapelle des Pénitents blancs est dédiée à saint Jean-Baptiste et saint Louis. Elle est construite quelques années après la fondation de la confrérie et bénie en 1667. Fermée pendant la Révolution, elle rouvre après le concordat de 1801. La confrérie est réorganisée en 1803.
La chapelle des Pénitents bleus a été démolie en 1914. La confrérie des Pénitents blancs a continué à exister jusqu'en 1937. Le bâtiment sert ensuite de salle supplémentaire pour le diocèse avant de devenir, vers 2002 un lieu culturel pour la ville.
L'extérieur de la chapelle a été restauré en 2002.
La chapelle a été inscrite au titre des monuments historiques le 30 décembre 1994 et classée dans sa totalité le 14 février 2014,.

## Mobilier
D'après le procès-verbal de la visite pastorale de 1668, on peut déduire que le mobilier en place à cette époque n'est pas celui qu'on peut voir actuellement.
Le retable à pilastres ioniques a été remis à neuf au XIXe siècle. Le tableau d'autel représentant le Calvaire est daté de 1687 et porte la signature de Jean Fournier. Le procès-verbal de 1733 peut laisser penser que ce tableau faisait partie des trois tableaux cités dans la description du tabernacle. Sur le retable ont été placés les statues de saint Pierre et d'un saint évêque.
Le maître-autel en marbre et brèche polychrome pourrait remonter aux années 1770-1780.
La chaire à prêcher date de la réouverture de la chapelle, en 1803.
La chapelle conserve des bâtons de pèlerins, des croix de procession, des sculptures et des tableaux.